# Константій I Константинопольський
Патріарх Константій I (грец. Πατριάρχης Κωνστάντιος Α΄; 1770, Константинополь — 5 січня 1859 , Константинополь, Османська імперія) — Вселенський Патріарх (1830—1834); раніше і потім Архієпископ Синайський (1805—1830 та 1834—1859).

## Біографія
Здобув освіту в Константинопольській патріаршій школі, а потім у Яссах, звідки в 1789 був посланий російським головнокомандувачем Румянцевим-Задунайським до Києво-Могилянської академії. Після закінчення академії в 1793 році, був визначений архімандритом у київському Синайському подвір'ї (подвір'я Синайського монастиря Св. Катерини на Подолі, Контрактова площа, 2).
У 1805 році був обраний Синайським архієпископом і жив у Синайському подвір'ї на Кіпрі і в Константинополі.
Після смерті патріарха Агафаненгела, 6 липня 1830 був обраний Патріархом Константинопольським. У його патріаршество було відкрито комерційне училище на острові Халки; також засновані початкові народні школи з навчанням за ланкастерською системою; відновлено храм «Живоносного Джерела» у Константинополі. Зважаючи на здобуття політичної автономії Сербським князівством, у 1831 році надав місцевій Церкві автономію.
Зрікся 18 серпня 1834 — внаслідок доносу великому візиру від зміщеного ним раніше митрополита Тирновського Констянтія, який звинуватив Патріарха в русофільстві (прихильності російським інтересам); колишній Тирновський митрополит 26 вересня став його наступником під ім'ям Константія II.
Знову обраний Архієпископом Синайським.
Помер у 1859 році; похований у монастирі «Живоносного Джерела» у Валуклі; в 1865 році його прах був перенесений до Синайського Катерининського монастиря.
Автор виданого в Константинополі в травні 1848 року — у відповідь на енцикліку Папи Римського Пія IX In Suprema Petri sede — «Окружного послання єдиної святої кафолічної та апостольської церкви до всіх православних християн», підписаного патріархом Антимом VI та іншими східними патріархами та його синодами.
Автор низки інших науково-історичних та богословських праць.